# 西之表市立国上中学校
西之表市立国上中学校（にしのおもてしりつ くにがみちゅうがっこう）は鹿児島県西之表市にあった市立中学校。種子島にあり、西之表市国上に所在した。

## 沿革
- 1947年5月2日 - 西之表町立国上中学校として開校。
- 1958年10月1日 - 市制施行に伴い西之表市立国上中学校に改称。
- 1980年2月29日 - 学校林植樹（杉700本）。
- 2009年3月22日 - 閉校式挙行･閉校記念碑除幕。
- 2009年3月31日 - 約1900名の卒業生を送り出し、閉校。
- 翌日、新設された西之表市立種子島中学校へ統合。

## 通学区域
- 国上小学校校区 全域
- 伊関小学校校区 全域

## 概要
- 西之表市にある中学校で、生徒数は各学年1学級だが、生徒数は、市内の中学校で二番目に多かった。
- 伝統的な製法（「砂糖すめ」という）により黒砂糖をつくる学習も行われていた。

## 卒業生
- 常の山勝正（大相撲力士、元幕内）

## 閉校について
- 2009年（平成21年）4月、旧種子島高校の敷地に、市内の6中学校を統合した種子島中学校が開校したのに伴い閉校。